# Петриненко, Диана Игнатьевна
Диана Игнатьевна Петрине́нко (укр. Діана Гнатівна Петриненко; девичья фамилия — Паливода; 8 февраля 1930 — 17 ноября 2018) — украинская, советская певица (лирико-колоратурное сопрано), педагог. Народная артистка СССР (1975).

## Биография
Родилась 8 февраля 1930 года в селе Белоусовка (ныне Золотоношский район, Черкасская область, Украина).
Окончила Киевское музыкальное училище (ныне Киевский институт музыки имени Глиэра), в 1955 году — Киевскую консерваторию им. П. Чайковского (ныне Национальная музыкальная академия Украины имени П. И. Чайковского) (класс пения у М. И. Егорычевой), в 1961 — аспирантуру при консерватории.
В 1955—1958 годах — солистка Государственной академической хоровой капеллы Украинской ССР «Думка», в 1962—1988 годах — Киевской филармонии.
В концертном репертуаре певицы — украинские и русские народные песни, арии из опер М. И. Глинки, Н. А. Римского-Корсакова, В. Беллини, Г. Доницетти, Дж. Верди, романсы С. В. Рахманинова, Э. Грига, Ф. Листа, произведения украинских композиторов А. И. Кос-Анатольского, Ю. С. Мейтуса, Г. И. Майбороды, П. Майбороды, Н. В. Лысенко, Д. В. Сичинского, Я. С. Степового, К. Г. Стеценко, А. И. Билаша.
Исполняла партии сопрано в 9-й симфонии Л. ван Бетховена, оратории «Времена года» Й. Гайдна, «Реквиеме» В. А. Моцарта, кантате «Радуйся, ниво неполитая» Н. В. Лысенко.
Гастролировала за рубежом (Финляндия, Югославия, Польша, Венгрия, ГДР, Канада, США, Франция, Италия, Нидерланды, Чехословакия, Япония).
Записывалась на грампластинки. Её голос звучит в фильмах «Лада из страны берендеев» и «Только ты».
С 1961 года — преподаватель Киевской консерватории (с 1981 — доцент, с 1985 — профессор). 
Умерла 17 ноября 2018 года в Киеве. Похоронена на Байковом кладбище.

### Семья
- Брат — Иван Игнатьевич Паливода[укр.] (1924—2004), оперный певец, педагог по вокалу.
- Сын — Тарас Петриненко (род. 1953), украинский музыкант, певец, композитор, поэт. Народный артист Украины (1999).

## Звания и награды
- Лауреат VII Всемирного фестиваля молодёжи и студентов в Вене (2-я премия, 1959)
- Заслуженная артистка УССР (1965)
- Народная артистка УССР (1970)[4]
- Народная артистка СССР (1975) — за большие заслуги в развитии советского музыкального искусства[5]
- Государственная премия Украинской ССР им. Т. Г. Шевченко (1972) — за концертные программы 1969—1971 годов
- Орден княгини Ольги III степени (2005)[6]
- Орден Трудового Красного Знамени
- Медаль «За трудовую доблесть» (1960) — за выдающиеся заслуги в развитии советской литературы и искусства и в связи с декадой украинской литературы и искусства в гор. Москве[7]
- Медаль «В память 1500-летия Киева»